# Landessozialgericht
Das Landessozialgericht (LSG) ist in Deutschland die zweite (mittlere) Instanz in der Sozialgerichtsbarkeit. Es ist das Berufungs- und Beschwerdegericht der Sozialgerichte.
Gegen Urteile des Landessozialgerichts ist die Revision oder, wenn diese nicht zugelassen wird, die Nichtzulassungsbeschwerde zum Bundessozialgericht in Kassel möglich. Gegen die übrigen Entscheidungen (Ausnahme: zugelassene, weitere Rechtswegbeschwerde) können keine Beschwerden zum Bundessozialgericht erhoben werden.
Folgende öffentlich-rechtliche Streitigkeiten sind nach § 51 SGG der Sozialgerichtsbarkeit unterworfen:
- Angelegenheiten der gesetzlichen Rentenversicherung einschließlich der Alterssicherung der Landwirte,
- Angelegenheiten der gesetzlichen Krankenversicherung, der sozialen Pflegeversicherung und der privaten Pflegeversicherung
- Angelegenheiten der gesetzlichen Unfallversicherung
- Angelegenheiten der Arbeitsförderung einschließlich der übrigen Aufgaben der Bundesagentur für Arbeit
- Angelegenheiten des Bürgergeldes
- sonstige Angelegenheiten der Sozialversicherung
- Angelegenheiten des sozialen Entschädigungsrechts
- Angelegenheiten der Sozialhilfe und des Asylbewerberleistungsgesetzes,
- bei der Feststellung von Behinderungen und ihrem Grad sowie weiterer gesundheitlicher Merkmale
- die aufgrund des Aufwendungsausgleichsgesetzes entstehen
- für die durch Gesetz der Rechtsweg vor den Sozialgerichten eröffnet wird.

Die Landessozialgerichte werden durch die Länder eingerichtet. Diese sind frei, gemeinsam mit anderen Ländern ein übergreifendes Landessozialgericht einzurichten (§ 28 Abs. 2 SGG). Niedersachsen und Bremen sowie Berlin und Brandenburg haben davon Gebrauch gemacht (siehe Liste deutscher Sozialgerichte). Andererseits darf in einem Bundesland nicht mehr als ein Landessozialgericht bestehen. Es besteht lediglich die Möglichkeit, außerhalb des Sitzes des Landessozialgerichts eine Zweigstelle zu errichten (§ 28 Abs. 1 SGG). Hiervon wurde in Bayern und in Niedersachsen/Bremen Gebrauch gemacht: Das Landessozialgericht in München hat eine Zweigstelle in Schweinfurt, das Landessozialgericht in Celle hat eine Zweigstelle in Bremen.
Der Prozess vor dem Landessozialgericht kann durch jede natürliche oder juristische, geschäftsfähige (prozessfähige) Person geführt werden. Ein Anwaltszwang besteht nicht. Das Verfahren vor den Landessozialgerichten ist in der Regel für Versicherte und Leistungsempfänger kostenfrei. Für andere Kläger (z. B. Arbeitgeber oder Leistungserbringer) sind die Verfahren kostenpflichtig. Die Kostenfreiheit wird aktuell diskutiert, mit dem Ziel, die Anzahl der Verfahren zu reduzieren.
Die Spruchkörper des Landessozialgerichts (Senate) sind jeweils mit einem Vorsitzenden Richter, zwei weiteren Berufsrichtern und zwei ehrenamtlichen Richtern besetzt. Für die verschiedenen Rechtsbereiche Sozialversicherung und Arbeitsförderung, Vertragsarztrecht, soziales Entschädigungsrecht und Schwerbehindertenrecht sowie Grundsicherung für Arbeitsuchende werden einzelne Fachsenate eingerichtet. Die ehrenamtlichen Richter werden je nach Art der Rechtsmaterie von entsprechenden Fach-Verbänden vorgeschlagen, z. B. im Bereich Sozialversicherung je einer aus den Reihen der Versicherten und einer aus den Reihen der Arbeitgeber. Sie werden für fünf Jahre berufen.